# Eleições do Conselho de Segurança das Nações Unidas de 2016
As eleições do Conselho de Segurança das Nações Unidas de 2016 foram realizadas dia 28 de junho durante a 70ª sessão da Assembleia Geral das Nações Unidas, realizada na Sede das Nações Unidas em Nova Iorque. As eleições foram para cinco assentos não-permanentes no Conselho de Segurança da ONU (CSNU) para mandatos de dois anos, iniciados a 1 de janeiro de 2017. De acordo com as regras de rotação do Conselho de Segurança, os dez assentos permanentes não rotativos do CSNU tradicionalmente dividem-se entre os diferentes blocos regionais dos Estados membros da ONU. Para fins de voto e representação, os cinco lugares disponíveis foram distribuídos da seguinte forma:
- Um para a África
- Um para a Ásia-Pacífico[2]
- Um para a América Latina e o Caribe
- Dois para a Europa Ocidental e outras regiões

Os cinco membros serviram no Conselho de Segurança durante o período 2017 a 2018.
Esta foi a primeira vez que a eleição do Conselho de Segurança foi realizada no mês de junho. Em 18 de setembro de 2014, a Assembleia Geral aprovou a Resolução 68/307 para que as eleições fossem seis meses antes da tomada de posse dos recém-eleitos membros do Conselho.

## Candidatos

### Grupo da África
- Etiópia[5]
- Quênia[6] — retirou-se em janeiro de 2016, da União Africana, a favor da Etiópia.
- Seicheles[7] — Retirou-se no dia 16 de janeiro de 2016 a favor da Etiópia.[8]

### Grupo da Ásia-Pacífico
- Cazaquistão[9][10]
- Tailândia

### Grupo da América Latina e do Caribe
- Bolívia[1]

### Grupo da Europa Ocidental e outras regiões
- Itália[11]
- Países Baixos[10]
- Suécia[11]

## Apoios
William Courtney, o ex-Embaixador dos EUA para o Cazaquistão, disse que "baseado nos sucessos sólidos do Cazaquistão para estabelecer o CICA, a Presidência da OSCE e a Organização da Cooperação Islâmica, o Cazaquistão, como nenhum outro país, merece uma especial relação de confiança e é um candidato adequado para o membro não-permanente do Conselho de Segurança da ONU."

## Debate público
Em Maio de 2016, a Federação Mundial das Associações das Nações Unidas sediou os primeiros debates abertos para os Estados membros da ONU a competir por um assento como membro não-permanente do Conselho de Segurança. Todos os cinco candidatos participaram do debate.

## Resultados

### África e Ásia-Pacífico
| Grupo da África e Ásia-Pacífico | Grupo da África e Ásia-Pacífico | Grupo da África e Ásia-Pacífico |
| ------------------------------- | ------------------------------- | ------------------------------- |
| Membro                          | 1° Etapa                        | 2° Etapa                        |
| Etiópia                         | 185                             | –                               |
| Cazaquistão                     | 113                             | 138                             |
| Tailândia                       | 77                              | 55                              |
| abstenções                      | 2                               | 0                               |
| maioria requerida               | 127                             | 129                             |

O Cazaquistão tornou-se o primeiro país Centro-Asiático a sentar-se no Conselho de Segurança da ONU.

### América Latina e Caribe
| Grupo da América Latina e Caribe | Grupo da América Latina e Caribe |
| -------------------------------- | -------------------------------- |
| Membro                           | 1° Etapa                         |
| Bolívia                          | 183                              |
| Colômbia                         | 1                                |
| Cuba                             | 1                                |
| abstenções                       | 8                                |
| maioria requerida                | 124                              |

### Europa Ocidental e outras regiões

#### Dia 1
| Grupo da Europa Ocidental e outras regiões | Grupo da Europa Ocidental e outras regiões | Grupo da Europa Ocidental e outras regiões | Grupo da Europa Ocidental e outras regiões | Grupo da Europa Ocidental e outras regiões | Grupo da Europa Ocidental e outras regiões | Grupo da Europa Ocidental e outras regiões |
| ------------------------------------------ | ------------------------------------------ | ------------------------------------------ | ------------------------------------------ | ------------------------------------------ | ------------------------------------------ | ------------------------------------------ |
| Membro                                     | 1° Etapa                                   | 2° Etapa                                   | 3° Etapa                                   | 4° Etapa                                   | 5° Etapa                                   |                                            |
| Suécia                                     | 134                                        | —                                          | —                                          | —                                          | —                                          |                                            |
| Países Baixos                              | 125                                        | 99                                         | 96                                         | 96                                         | 95                                         |                                            |
| Itália                                     | 113                                        | 92                                         | 94                                         | 95                                         | 95                                         |                                            |
| Bélgica                                    | 1                                          | —                                          | —                                          | —                                          | —                                          |                                            |
| abstenções                                 | 2                                          | 2                                          | 3                                          | 2                                          | 3                                          |                                            |
| maioria requerida                          | 128                                        | 128                                        | 127                                        | 128                                        | 127                                        |                                            |

Após cinco rodadas de votação inconclusiva, Bert Koenders e Paolo Gentiloni, Ministros dos Negócios Estrangeiros dos Países Baixos e da Itália, respetivamente, anunciaram uma proposta segundo a qual os Países Baixos e a Itália dividiriam o mandato de dois anos, com cada país atendendo a um ano. Tais acordos eram relativamente comuns num impasse nas eleições de partida no final da década de 1950 até 1966, quando o Conselho de Segurança foi ampliado. Esta, porém, seria a primeira vez em mais de cinco décadas que dois membros acordaram dividir um mandato; entraves como este geralmente eram resolvidos pelos países com a retirada de suas respectivas candidaturas em favor de um terceiro Estado-membro.

#### Dia 2
| Europa Ocidental e outras regiões - Resultado das eleições | Europa Ocidental e outras regiões - Resultado das eleições | Europa Ocidental e outras regiões - Resultado das eleições |
| ---------------------------------------------------------- | ---------------------------------------------------------- | ---------------------------------------------------------- |
| Membro                                                     | 6° Etapa                                                   |                                                            |
| Itália                                                     | 179                                                        |                                                            |
| Países Baixos                                              | 4                                                          |                                                            |
| San Marino                                                 | 1                                                          |                                                            |
| abstenções                                                 | 6                                                          |                                                            |
| maioria requerida                                          | 123                                                        |                                                            |